# Strip That Down
Strip That Down è il singolo di debutto del cantante britannico Liam Payne, pubblicato il 19 maggio 2017 come primo estratto dal primo album in studio LP1.

## Descrizione
Undicesima traccia dell'album, Strip That Down, che vede la partecipazione del rapper statunitense Quavo, è un brano pop rap e R&B influenzato dalla trap.

## Accoglienza
Rolling Stone l'ha definito un «banger estivo da club». Time l'ha inclusa nella propria lista dei dieci brani peggiori del 2017.

## Video musicale
Il video musicale, reso disponibile il 2 giugno 2017 tramite il canale YouTube di Payne, è stato diretto da Emil Nava.

## Tracce
Testi e musiche di Liam Payne, Steve Mac, Ed Sheeran, Quavious Marshall, Orville Burrell, Rickardo Ducent, Shaun Pizzonia, Brian Thompson, Sylvester Alien, Harold Ray Brown, Morris D Dickerson, Le Roy Lonnie Jordan, Charles William Miller, Lee Oskar e Howard E. Scott.
Download digitale
1. Strip That Down (feat. Quavo) – 3:24

Download digitale – Acoustic
1. Strip That Down (Acoustic) – 3:04

Download digitale – Nevada Remix
1. Strip That Down (Nevada Remix) (feat. Quavo) – 3:44

## Formazione
Musicisti
- Liam Payne – voce
- Quavo – voce aggiuntiva
- Steve Mac – sintetizzatore
- Chris Laws – batteria

Produzione
- Steve Mac – produzione
- Phil Tan – missaggio
- Bill Zimmerman – assistenza al missaggio, missaggio aggiuntivo
- Dann Pursey – ingegneria del suono
- Chris Laws – ingegneria del suono
- Tom Coyne – mastering
- Randy Merrill – assistenza al mastering
- Quavious – registrazione voce Quavo

## Successo commerciale
Strip That Down ha raggiunto la top ten della Billboard Hot 100 nella pubblicazione del 16 settembre 2017, diventando la prima entrata di Liam Payne e la quarta di Quavo ad eseguire tale risultato. Tale traguardo ha reso Payne il terzo membro degli One Direction ad avere una canzone in top ten nella classifica statunitense, dopo Zayn e Harry Styles.

## Classifiche

### Classifiche settimanali
| Classifica (2017) | Posizione massima |
| ----------------- | ----------------- |
| Australia         | 2                 |
| Austria           | 15                |
| Belgio (Fiandre)  | 39                |
| Belgio (Vallonia) | 54                |
| Canada            | 11                |
| Danimarca         | 15                |
| Filippine         | 22                |
| Francia           | 82                |
| Germania          | 10                |
| Grecia            | 17                |
| Irlanda           | 2                 |
| Islanda           | 24                |
| Italia            | 39                |
| Malaysia          | 6                 |
| Norvegia          | 28                |
| Nuova Zelanda     | 4                 |
| Paesi Bassi       | 21                |
| Portogallo        | 14                |
| Regno Unito       | 3                 |
| Repubblica Ceca   | 14                |
| Slovacchia        | 16                |
| Spagna            | 65                |
| Stati Uniti       | 10                |
| Svezia            | 24                |
| Svizzera          | 30                |
| Ungheria          | 16                |

### Classifiche di fine anno
| Classifica (2017) | Posizione |
| ----------------- | --------- |
| Australia         | 11        |
| Austria           | 46        |
| Brasile           | 193       |
| Canada            | 28        |
| Danimarca         | 62        |
| Germania          | 30        |
| Norvegia          | 85        |
| Nuova Zelanda     | 18        |
| Paesi Bassi       | 69        |
| Portogallo        | 50        |
| Regno Unito       | 20        |
| Stati Uniti       | 36        |
| Svezia            | 73        |
| Svizzera          | 99        |
| Ungheria          | 45        |